# Drzewkostrzępka serdelkowozarodnikowa
Drzewkostrzępka serdelkowozarodnikowa (Dendrominia dryina (Pers.) Ghob.-Nejh. & Duhem) – gatunek grzybów z rodziny powłocznikowatych (Peniophoraceae).

## Systematyka i nazewnictwo
Pozycja w klasyfikacji według Index Fungorum: Dendrominia, Dendrominiaceae, Corticiales, Incertae sedis, Agaricomycetes, Agaricomycotina, Basidiomycota, Fungi.
Po raz pierwszy opisał go w 1822 r. Christiaan Hendrik Persoon, nadając mu nazwę Thelephora dryina. Obecną, uznaną przez Index Fungorum nazwę nadali mu w 2014 r. Masoomeh Ghobad-Nejhad i Bernard Duhem. Synonimy:
- Aleurocorticium dryinum (Pers.) P.A. Lemke 1964
- Aleurodiscus acerinus var. dryinus (Pers.) Bourdot & Galzin 1913
- Aleurodiscus dryinus (Pers.) Bourdot 1922
- Corticium acerinum var. dryinum (Pers.) Sacc. & D. Sacc. 1905
- Dendrothele dryina (Pers.) P.A. Lemke 1965
- Thelephora dryina Pers. 1822

Polską nazwę zaproponował Władysław Wojewoda w 2003 r. dla synonimu Dendrothele dryina. Jest niespójna z aktualną nazwą naukową.

## Występowanie i siedlisko
W. Wojewoda w 2003 r. przytoczył jedno stanowisko, już historyczne, podane przez Giacomo Bresàdola w 1903 r. w Międzyrzeczu Podlaskim. Na Czerwonej liście roślin i grzybów Polski ma status gatunku wymarłaego, jednak w 2014 i w 2020 r. podano jego stanowiska w Polsce.
Nadrzewny grzyb saprotroficzny.